# Kanton Saint-Paul-3
Saint-Paul-3 is een kanton van het Franse overzees departement Réunion. Het kanton maakt deel uit van het arrondissement Saint-Paul.
Het kanton omvat uitsluitend een deel van de gemeente Saint-Paul.
Bij de herindeling van de kantons door het decreet van 24 februari 2014, met uitwerking op 22 maart 2015, werd de indeling van de kantons binnen de gemeente aangepast. 